# Ciudad Constitución (Perú)
Ciudad Constitución es una localidad peruana, capital del distrito de Constitución, ubicado en la provincia de Oxapampa en el departamento de Pasco. Se encuentra a una altitud de 251 m s.n.m. Tenía una población de 4412 hab. en 1993. Es conocida como la "Ciudad geodésica del Perú". La localidad fue fundada el 20 de mayo de 1984 por el presidente Fernando Belaúnde Terry.

## Educación
En Ciudad Constitución se cuenta con grande unidades educativas como la IE Julio Vera Gutiérrez (secundaria), la IE Los Libertadores (integrado), la IE Villa Cariño (primaria), la IE Santa Teresita (inicial), entre otros.

## Clima
| Parámetros climáticos promedio de Ciudad Constitución | Parámetros climáticos promedio de Ciudad Constitución | Parámetros climáticos promedio de Ciudad Constitución | Parámetros climáticos promedio de Ciudad Constitución | Parámetros climáticos promedio de Ciudad Constitución | Parámetros climáticos promedio de Ciudad Constitución | Parámetros climáticos promedio de Ciudad Constitución | Parámetros climáticos promedio de Ciudad Constitución | Parámetros climáticos promedio de Ciudad Constitución | Parámetros climáticos promedio de Ciudad Constitución | Parámetros climáticos promedio de Ciudad Constitución | Parámetros climáticos promedio de Ciudad Constitución | Parámetros climáticos promedio de Ciudad Constitución | Parámetros climáticos promedio de Ciudad Constitución |
| Mes                                                   | Ene.                                                  | Feb.                                                  | Mar.                                                  | Abr.                                                  | May.                                                  | Jun.                                                  | Jul.                                                  | Ago.                                                  | Sep.                                                  | Oct.                                                  | Nov.                                                  | Dic.                                                  | Anual                                                 |
| ----------------------------------------------------- | ----------------------------------------------------- | ----------------------------------------------------- | ----------------------------------------------------- | ----------------------------------------------------- | ----------------------------------------------------- | ----------------------------------------------------- | ----------------------------------------------------- | ----------------------------------------------------- | ----------------------------------------------------- | ----------------------------------------------------- | ----------------------------------------------------- | ----------------------------------------------------- | ----------------------------------------------------- |
| Temp. máx. media (°C)                                 | 32                                                    | 31                                                    | 31                                                    | 32                                                    | 32                                                    | 30.5                                                  | 31                                                    | 32                                                    | 33                                                    | 32                                                    | 32                                                    | 32                                                    | 31.7                                                  |
| Temp. media (°C)                                      | 26.3                                                  | 26.3                                                  | 26.1                                                  | 26.4                                                  | 26                                                    | 25.6                                                  | 25.2                                                  | 25.6                                                  | 26.2                                                  | 26.6                                                  | 26.5                                                  | 26.3                                                  | 26.1                                                  |
| Temp. mín. media (°C)                                 | 21.1                                                  | 21.3                                                  | 20.9                                                  | 21                                                    | 20.4                                                  | 19.7                                                  | 19.1                                                  | 19.2                                                  | 19.9                                                  | 20.8                                                  | 21                                                    | 20.8                                                  | 20.4                                                  |
| Fuente n.º 1: Accuweather                             |                                                       |                                                       |                                                       |                                                       |                                                       |                                                       |                                                       |                                                       |                                                       |                                                       |                                                       |                                                       |                                                       |
| Fuente n.º 2: climate-data.org                        |                                                       |                                                       |                                                       |                                                       |                                                       |                                                       |                                                       |                                                       |                                                       |                                                       |                                                       |                                                       |                                                       |